# Nishimura Shigenaga
Nishimura Shigenaga (em japonês:  西村 重長; c. 1697 – 23 de julho de 1756) foi um artista de ukiyo-e japonês.

## Biografia
Nishimura Shigenaga nasceu c. 1697 em Edo (atual Tóquio). Ele morou inicialmente em Tōriaburachō, mas depois mudou-se para o distrito de Kanda, onde abriu uma livraria e ensinava arte. Shigenaga era autodidata e não foi aluno de nenhuma linhagem de artistas. Sua obra mais antiga parece ser de 1719. Tornou-se um rival da Escola Okumura.

## Estilo
Seu trabalho começou a aparecer c. 1719, marcado por uma variedade de gêneros e formatos. Seus trabalhos iniciais consistiram em retratos yakusha-e de atores de kabuki no estilo da Escola Torii; seus últimos trabalhos já possuem um estilo mais próprio, incorporando a influência de Okumura Masanobu e Nishikawa Sukenobu. Outros gêneros em que trabalhou incluem paisagens, imagens kachō-e de cenas de natureza e cenas históricas. Ele criou uma série uki-e de "figuras flutuantes" que incorporavam perspectiva geométrica. O número de obras uki-e que produziu foi superado apenas por Masanobu, que diz ter sido o criador da técnica.
O trabalho mais conhecido de Shigenaga inclui a série Cinquenta e quatro Folhas de Genji, uma série colaborativa com Torii Kiyomasu II c. 1730–35; e a obra Livro de fotos de lembranças de Edo, em 1753. Ele produziu algumas das primeiras impressões de paisagens ukiyo-e; em 1727, produziu um dos primeiros conjuntos de impressões do lago Biwa. Seu trabalho teve uma forte influência sobre os artistas Suzuki Harunobu e Ishikawa Toyonobu,  que podem ter sido estudantes de Shigenaga; Sugere-se que Toyonobu tenha sido Nishimura Shigenobu, o estudante mais proeminente de Shigenaga.

Xilogravuras de Shigenaga
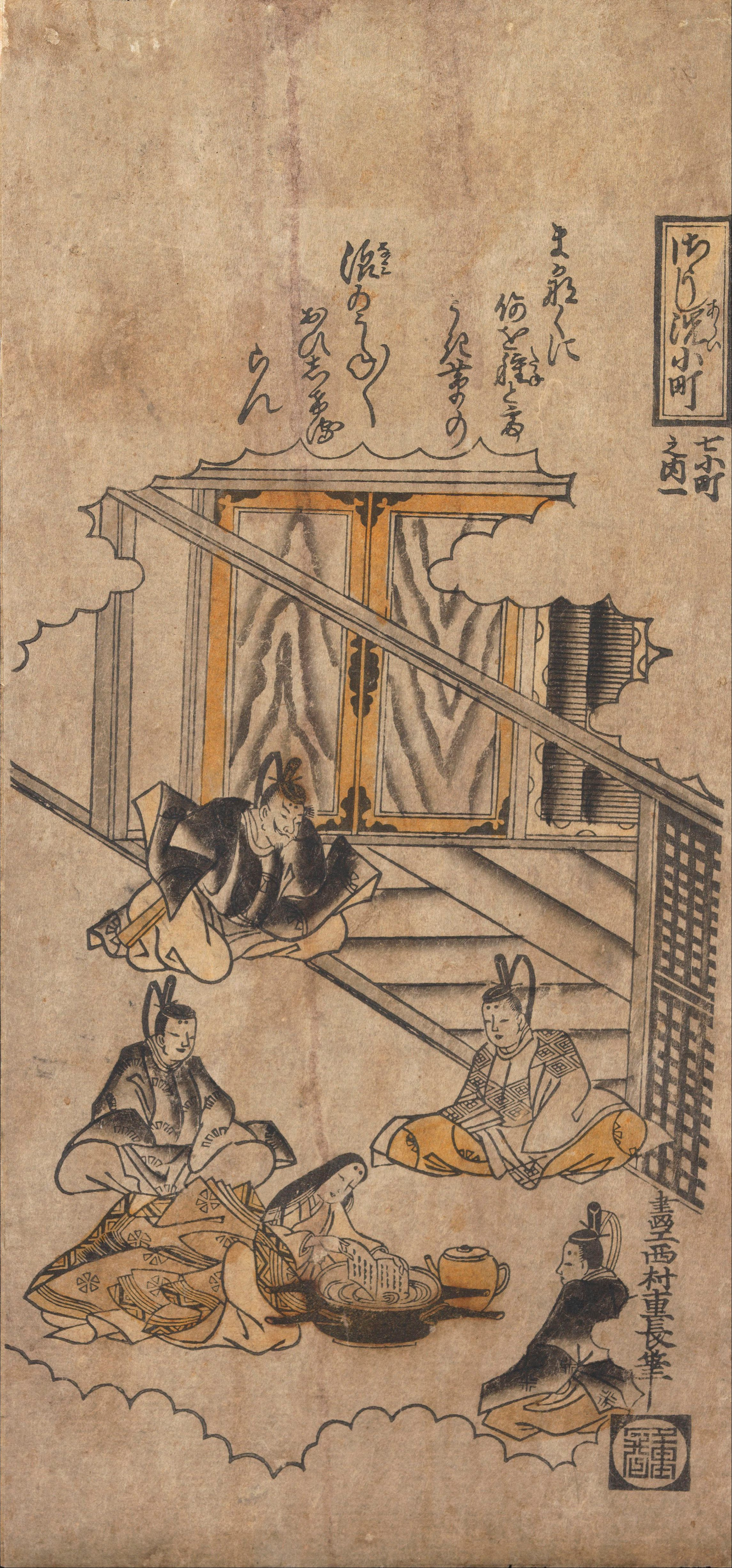
Komachi lavando os papeis de seus poemas
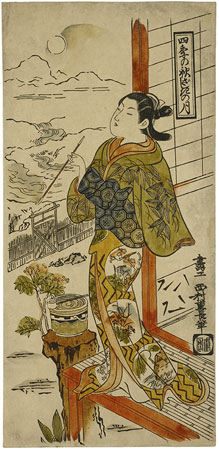
Quatro estações - Lua de Outono sobre a sala de recepção
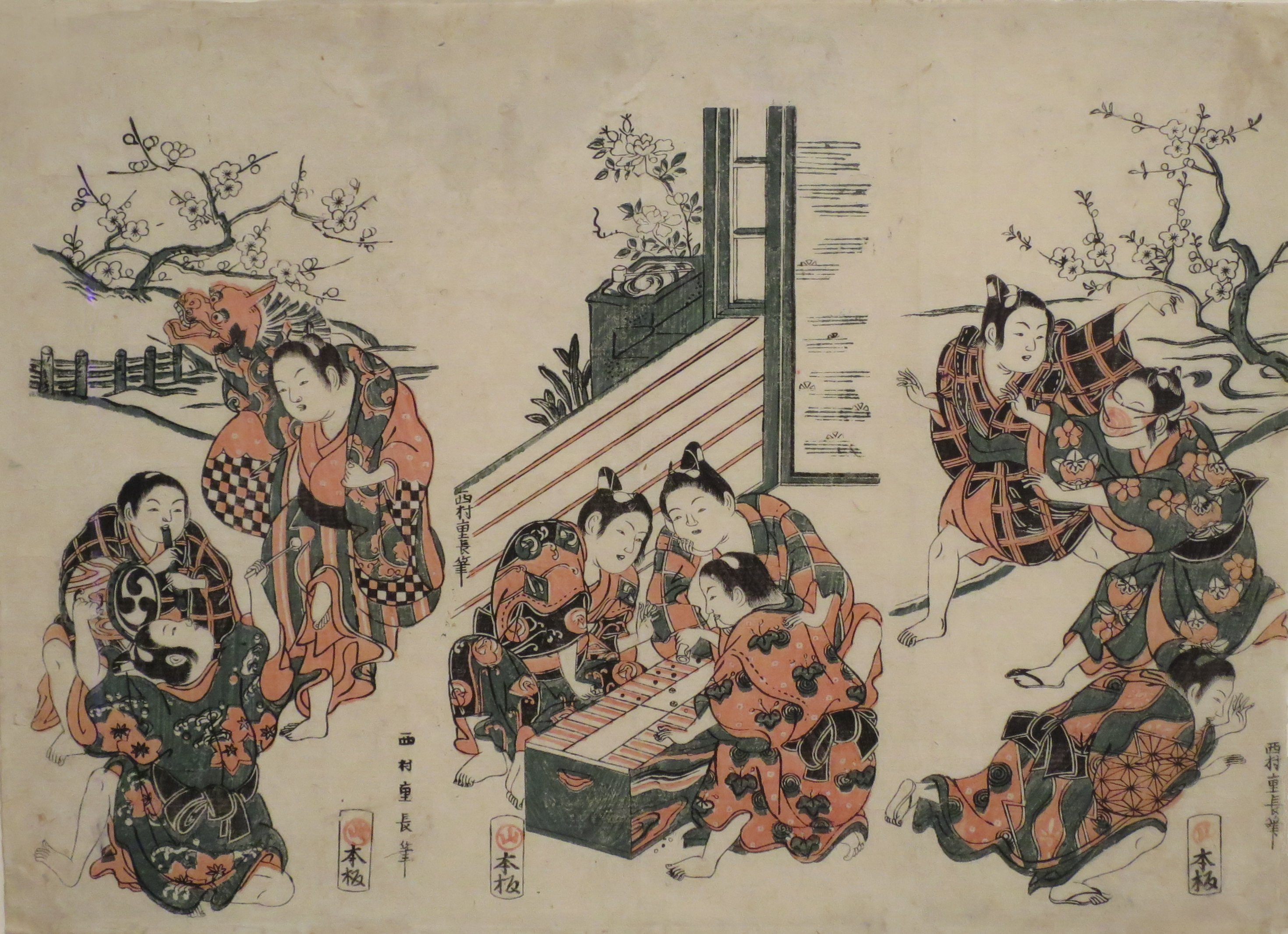
Crianças brincando, c. 1750, Museu de Arte de Honoluli
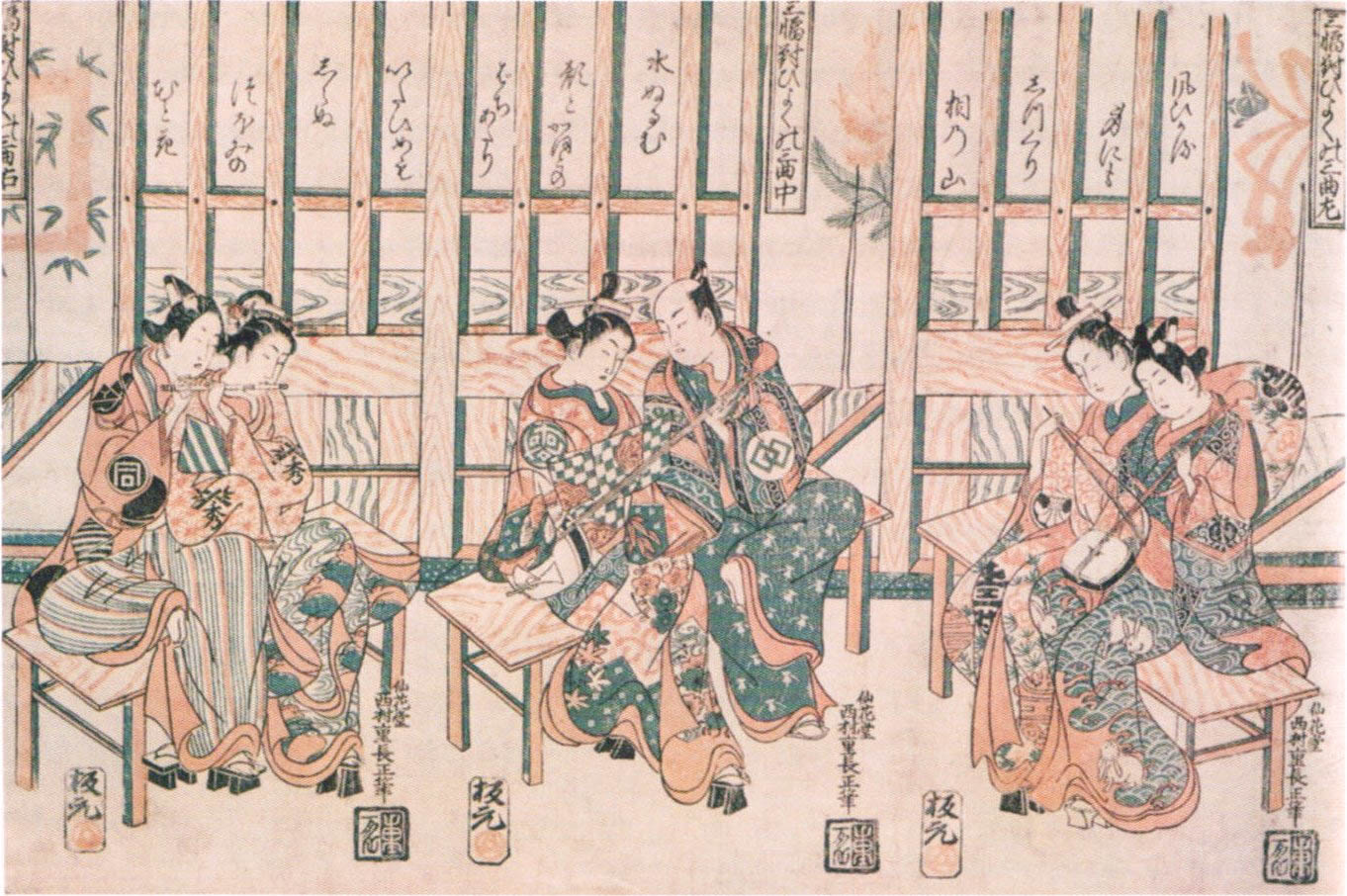
3 canções para 3 pares de passarinhos

Seus trabalhos foram publicados em diferentes formatos como hosoban (formato estreiro) e produzido como urushi-e (pinturas laqueadas), beni-e (figuras pintadas a mão na cor rosa), benizure-e (impressão em duas cores) e ishizure-e (impressão de pedra, impressão de madeira com contorno em branco sobre um fundo escuro).